# 周永康
周永康（1942年12月3日—），原名周元根，江苏无锡人，原中国共产党和中华人民共和国政治人物，原正国级领导人，为第十六届中共中央政治局委员、十七届中央政治局常务委员、中央政法委书记。1964年11月加入中国共产党，1966年9月参加工作，毕业于北京石油学院勘探系。曾担任中央政法委书记、中央书记处书记、国务委员、公安部部长、中共四川省委书记和国土资源部部长等职务。2012年中共十八大后退休。
2013年12月1日，中共中央政治局常委会召开会议，听取了中央纪委在查办案件中发现的周永康违纪线索情况的汇报，决定开展相应核查工作。2014年7月29日，中央政治局召开会议，听取了中央纪委开展核查工作情况的汇报，决定对周永康立案审查。
2014年12月5日，中共中央政治局会议审议并通过中央纪委《关于周永康严重违纪案的审查报告》，根据《中国共产党纪律处分条例》的有关规定，决定给予周永康开除党籍处分，将周永康涉嫌犯罪问题及线索移送司法机关依法处理。
2015年6月11日，天津市第一中级人民法院依法对周永康受贿、滥用职权、故意泄露国家秘密案进行了一审宣判，认定周永康犯受贿罪，判处无期徒刑，剥夺政治权利终身，并处没收个人财产；犯滥用职权罪，判处有期徒刑七年；犯故意泄露国家秘密罪，判处有期徒刑四年，三罪并罚，决定执行无期徒刑，剥夺政治权利终身，并处没收个人财产。

## 生平

### 早年经历
1942年12月，周永康出生于江苏无锡锡山厚桥西前头村，出生时的名字叫周元根。其父周義生本姓陸，因入贅外家而改姓周。1950年，周元根上小学，先后到西前头小学和厚桥小学读书，由于与班内同学重名，在老师建议下改名为周永康。1956年，周永康考取学海中学（现荡口中学）。1958年秋，周永康就读于苏州高级中学（今苏州中学）。
1961年，周永康进入北京石油学院（为中国石油大学（华东）和中国石油大学（北京）的前身）勘探系地球物理勘探专业学习，于1966年毕业。当时中国处于文化大革命时期，各大学都已“停课闹革命”，各派红卫兵大搞武斗，周永康留校一年。畢業後曾被评为教授级高级工程师（正高级职称）。

### 石油系统
1967年，周永康被分配到大庆油田六七三厂担任地质队技术员，参加下辽河盆地前期石油地质勘探工作。1968年1月，参与“辽河石油会战”的开发工作，不久与其第一任妻子王淑华确立恋爱关系。王淑华是河北唐山人，工人家庭出身，高中学历，当时是采油厂某支部的干事。一年后结婚，1972年，其长子周滨出生。据称，周滨小时候，王淑华与婆婆（周的母亲）关系不佳。
曾任北京石油学院党委书记的刘长亮，1970年3月起任辽河石油勘探指挥部政治委员（其后来担任后历任辽河油田革命委员会副主任、辽河石油勘探局党委书记、中共盘锦地委书记、盘锦地区革命委员会副主任、中共营口市委书记等职）。刘长亮赏识周永康，而且他又是石油学院的毕业生，在文革高峰时期是“保皇派”，对时任校领导的刘长亮等人采取一定的保护手段，因而对周印象很好。周永康被提拔为辽河石油会战指挥部地质团大队长。1976年，周永康从辽河石油勘探局地球物理勘探处处长职务，上调任政治部副主任，由技术岗位转变为行政管理岗位。1983年，周永康升任辽河石油勘探局局长，并兼任中共盘锦市委副书记、市长。
1985年周永康从辽河石油勘探局局长，上调至中国石油工业部副部长，党组成员，结束其在辽河油田的15年工作，时年43岁。周永康全家搬回北京市海淀区学院路20号，也就是原来的母校北京石油学院的校址。他把王淑华调到勘探院档案室。后来档案室历经档案科、档案处的转变，王淑华成为处级干部。后来又被调到石油部下属的一个天然气公司当工会主席。然而二人的关系逐渐恶化，王淑华甚至在周出席的会议上大吵大闹，称他在外面有情人。
1988年，工业部撤销，成立中国石油天然气总公司，周永康出任副总经理；8年后，升任总经理，成为正部级国有企业高层管理人员。周永康曾14次访问非洲产油国苏丹，并与伙伴共同控制着中国的石油利益链条。期间，周永康在1989年至1990年间短暂兼任塔里木石油会战指挥部指挥、临时党委书记和胜利石油管理局党委书记、局长以及中共东营市委书记。1992年10月，周永康在中共十四大上当选中央候补委员。
周永康与王淑华二人最终在1997年离婚。两年后的1999年，王淑华和石油勘探学院其他教职工一起，到十三陵附近的石油疗养院开会，会议休息期间王淑华外出散步被军车撞死。其后不久周迎娶小他28岁的中国央视女主播贾晓晔。此事引发外界怀疑，包括其手下曾任四川省副省长郭永祥可能曾策划杀死王淑华，周永康本人设计杀害等。事件据称也让二儿子周涵坚信周永康是杀母的幕后黑手，与周永康断绝关系，甚至阻止其探望孙子。但事实上周涵此后仍在父亲控制下的中石油系统工作。 据《沈冰自述》回忆，王淑华身亡前周永康已经再婚。  
1998年3月，在朱镕基主持的国务院机构改革中，在原地质矿产部、国家土地管理局、国家海洋局、国家测绘局的基础上，成立国土资源部，周永康被任命为首任部长，结束了32年的石油行业生涯。

### 四川省和公安部
周永康在从政道路上得到时任中共中央总书记江泽民的支持，被认为是“上海帮”的重要成员。2000年，周永康出任中共四川省委书记，并将其在国土资源部的下属郭永祥和冀文林带来任职（按照当时中央的规定，干部调动不能带秘书）。周永康任四川省委书记期间，四川省国内生产总值年均增长9.5%，并大力推动高科技产业、旅游业发展和农业现代化，但其在任期间作风强势，甚至到了后期无人敢向他提意见，而他只能够咨询他人意见。作为组织活动，2000年10月20日，周永康曾组织“2000·中国西部论坛”，而此次活动就聚集了后来涉及周永康案的众多官员和商人，包括李崇禧、邓鸿、谭力、何华章、冀文林、郭永祥、李春城。
2002年11月15日，59岁的周永康在中共十六届一中全会上当选中共中央政治局委员、中共中央書記處书记，成为党和国家领导人，並出任中共中央政法委员会副書記；同年12月，周永康被刚卸任中共中央总书记的江泽民提拔为公安部部长，成为继华国锋之后，中国25年来首位由中共中央政治局委员兼任的公安部长。2003年3月17日，中华人民共和国主席胡锦涛发布第二号主席令，根据中华人民共和国第十届全国人民代表大会第一次会议的决定，周永康被任命为国务委员，兼公安部部长。随后兼任武警部队第一政委、国家禁毒委员会主任，至此周永康成为当时政法系统内部仅次于中央政法委书记罗干的二号人物。江泽民为了在退休后继续掌握实权，除了安排亲信周永康控驭公安系统外，同时安排由喜贵执掌中央警卫局，安排郭伯雄和贾廷安控制军队。由此胡温政权时期的武装力量尽在江系的掌控之中。
此后一年，中国全国各级公安厅局长的地位开始逐步提升。2003年11月18日，中共中央发布《关于进一步加强和改进公安机关的决定》，提出，“各级党委可根据实际情况和干部任职条件，在领导班子职数范围内，有条件的地方逐步实行由同级党委常委或政府副职兼任省、市、县三级公安机关主要领导。”
周永康擔任公安部長期間，有消息指廣東、遼寧、重慶、河南、江蘇等省市刑事發案率比公安部上報给中央政府的案發率要高出150%至200%，但是各省公安厅都刻意壓低實際刑事案發率，后被内部人士舉報到國務院和中紀委。中共中央紀委調查組在這些省市考察后掌握一些情况，相关人大代表和政協委員在两会上连续3年发出提案，抨擊社會治安惡劣，要求整頓公安系統，撤換公安部長。另外，中國國務院曾3次給公安系統拨款270多億元用来提升裝備和培養公安隊伍。举报者称周永康置公安隊伍編制按照人口和地區等最低配備要求，短缺数萬人员的事实于不顾，将国务院划拨的这些經費挪用搞福利、設小金庫。雖然周永康在他几个不同的官職任期內遭到中共黨內外的排斥，不斷被人檢舉揭發，但由於江澤民的強力干預，周永康不但继续留任，而且官职不断得到升迁。

### 中央政治局常委和中央政法委书记
2007年10月22日，64岁的周永康在中共十七届一中全会上当选中共中央政治局常委（排名第九）、中央政法委书记、中央綜治委主任，进入最高领导层，接替退休的罗干，全面负责中共政法工作。周永康也同时接替罗干出任中央新疆工作协调小组组长和中央西藏工作协调小组组长，主管新疆和西藏事务。虽然党内排行第九，但是实际权力相当大，身为中共中央政治局常委和中央政法委书记的周永康拥有除军队外几乎所有强力部门的领导和指挥权，周永康也因此被外界认为是中共党内除总书记胡锦涛和总理温家宝以外最有实权的领导人。2008年1月，周永康出任奥运工作领导小组副組長，负责协助组长习近平并主持北京奧運安保工作。周永康还担任中央防范和处理邪教问题領導小組組長，掌控610辦公室對法轮功的打壓。在此期间，政法委加强对公安机关的控制。据中共青海省委组织部的统计，至2010年8月全省43个县（区、市）有20名政法委书记兼任公安局领导，担任党委书记或局长。此外还有部分是由政府副职兼任公安局长。
周永康掌管中央政法委時期，其简单粗暴的“维稳”模式使社会矛盾日趋尖锐，中國群体性事件急剧增加。中国法制和人权状况在其主导下出现大踏步的后退现象。中国知名维权律师浦志强更于2013年2月6日实名举报周永康，称其“祸国殃民、荼毒天下”，他的“社会治安综合治理”模式需要被清算，称中国许多惨剧都跟周永康有关，如山东陈光诚事件、2009年成都唐福珍自焚案、2009年北京赵连海案、2012年湖南李旺阳事件等等。胡温体制維穩十年，中國的社會矛盾沒有一項真正得到解決，例如征地拆遷所引起的與民爭利問題、環境破壞問題、公平和秩序問題；BBC則指出，近年中國社會動蕩顯著增加。前中共中央总书记赵紫阳下属、中国國務院前秘書俞梅荪评论指，周永康主政司法期間是中國法治最黑暗「十年」，法治嚴重倒退。
另一方面，周永康的政法委系统权力不斷擴張，甚至独立山头，成为一个缺乏外部有效制约的超级强权机构，周永康亦被外界稱為「政法沙皇」。《经济学人》指在胡锦涛任中国共产党中央委员会总书记時期，中共權力分別掌握在九名政治局常委之手，而掌握中共國安、政法委系統的周永康，當時影響力幾乎與胡不相上下，中国维稳经费逐年升高，超过国防开支。2011年3月5日，中国财政部公布的财政预算显示，当年的公共安全开支预算首次超过了军费预算。同年9月16日，中央社会治安综合治理委员会更名为“中央社会管理综合治理委员会”（2014年被改回原名及原权限）。
2011年周永康入选美國《福布斯》雜誌《全球最具權力人物排行榜》，被認為是中国除胡温以外最有實權的領導人之一。2012年1月29日被英國《每日郵報》評為“中國十大黑領人物”之一。

### 退休
2012年11月14日，69岁的周永康在中共十八届一中全会后卸任中共中央政治局常委，并于11月20日卸任中央政法委书记和中央社会治安综合治理委员会主任后退休，由时任公安部部长的孟建柱接任。

### 贪腐调查
自2012年底习近平在中共十八届一中全会上当选中共中央总书记并与中共中央纪委书记王岐山联手开展大规模的反腐败运动后，多名曾担任周永康秘书的官员（李华林、冀文林、余刚、郭永祥等）和周永康在四川省（李春城、李崇禧、谭力等）和中石油（蒋洁敏、李华林、王永春等）的旧部接连落马，导致民间对自中共十八大后退休的前政治局常委周永康被调查的传闻一直不断。
2014年7月29日，新华社发布消息，宣布中共中央对周永康立案审查。
2014年12月6日，新华社发布消息，宣布周永康被开除党籍，并将其涉嫌犯罪问题及线索移交司法机关，周永康成为自1980年四人帮倒台以来第一个被开除党籍的政治局常委（前政治局常委康生在死后的1980年被开除党籍）。
2015年6月11日，周永康因犯受贿罪、滥用职权罪、故意泄露国家秘密罪，被天津市第一中级人民法院判处无期徒刑、剥夺政治权利终身，并处没收个人全部财产。周永康没有上诉。

### 狱中生活
据美国之音报道，周永康被关押在位于北京市昌平区兴寿镇的秦城监狱服刑，其在监狱中有独立小院和附近的专属蔬果园。周永康擅长种菜，会送探望的亲朋好友自己种的南瓜。他还种了两棵核桃树和一棵柿子树。

## 人物关系

### 家族
周永康的家族关系如下：
- 外祖父：周阿学；外祖母：王彩宝
- 父亲：周义生（原姓陆，做了周家上门女婿后改姓，以钓黄鳝为生）；母亲：周秀金（曾任当地大队妇女主任）[36]
- 二弟：周元兴（2014年2月10日去世）[5]
- 三弟：周元青[5]；弟媳（周元青之妻）：周玲英[37][38]
  - 周元青、周玲英育有一子：周锋（亦作周峰）[39]
- 原配：王淑华（死于车祸），与周永康育有两子：周滨和周涵[40]。《苹果日报》报道称周永康涉嫌设计车祸将其害死[41]。2019年周滨之妻黄婉在Twitter上否认了此传闻，认为有人『泼脏水』[42]。
- 岳父：黄渝生（中旭能科公司股东，地质学家黄汲清之子）；岳母：詹敏利（中旭能科公司股东，目前身处美国加利福尼亚州）[43]
  - 長子：周滨；長媳（周滨之妻）：黃婉[44][45]
  - 次子：周涵[44]
- 第二任妻子：贾晓烨（亦作贾晓晔，2014年12月，周永康向賈曉燁要求離婚，并于2015年6月11日再次通过律師要求和賈曉燁離婚[46]）；妻妹：贾晓霞（前中石油驻加拿大代表，曾任加拿大中国商会执行理事等职务，2014年7月离职后身居加拿大）[47]
  - 孙女，可能是周滨之女，5岁时被所在幼儿园以其所有家人都已被捕为由开除[48]。

### 政界人脉
周永康和他的三位政治盟友被外界称为“新四人帮”：
- 薄熙来（原中共中央政治局委员、原中共重庆市委书记，据信是周永康的政治盟友）
- 徐才厚（原中共中央政治局委员、原中共中央军委副主席，据信是周永康在军界的盟友）
- 令计划（前全国政协副主席、中共中央统战部部长，是胡錦濤主政任內的中共中央办公厅主任，在其子令谷因车祸死亡后私自与周永康进行了权力交易，后败露）

#### 政法系
周永康在中共中央政法委任职时的亲信：
- 王乐泉（中共中央政治局原委员、曾任中共新疆维吾尔自治区党委书记长达15年时间，2010年调任中共中央政法委副书记一职，是周的下属）
- 王胜俊（中国最高人民法院原院长，曾担任中共中央政法委秘书长）
- 周本顺（中共河北省委原书记，曾担任中共中央政法委秘书长，2015年7月24日接受调查）
- 張越（中共河北省委原常委、政法委原書記、省公安廳廳長，曾任北京市公安局副局長、公安部二十六局局長，2016年4月16日接受調查）
- 馬建（國安部原副部长，2015年1月16日接受调查）
- 武长顺（天津市公安局原局長，曾任天津市政協副主席，2014年7月20日接受调查）
- 冀文林（海南省原副省长，周永康亲信，1998年至2008年任周永康秘书，2014年2月18日接受调查）
- 梁克（北京市国家安全局原局长，据传帮助周永康监控中共高层领导人）
- 李东生（中华人民共和国公安部原副部长，周永康亲信，2013年12月20日接受调查）
- 余刚（中共中央政法委办公室原副主任、周永康最后一任秘书）
- 谈红（公安部警卫局原正师职参谋，周永康前秘书，2014年7月2日接受调查）
- 孟宏伟（公安部原副部长，国际刑警组织原主席，曾任周永康助理，2018年10月7日接受调查）

注：政法系成员包括但不限于以上所陈列之人物。

#### 四川系
周永康在四川任职时的亲信：
- 郭永祥（曾任中共四川省委常委、秘书长、办公厅主任、常委办主任，长期担任周永康秘书，周永康亲信）
- 刘汉（生前任四川汉龙集团董事长、四川黑社会头目，在四川具有极大影响力，保护伞众多，与周永康之子周滨有商业往来）
- 谭力（曾任中共绵阳市委书记、落马时任海南省副省长）
- 李春城（原中共中央候补委员、四川省委原副书记，曾担任成都市委书记，周永康亲信）
- 李崇禧（其担任中共四川省委常委、秘书长、办公厅主任期间，当时的中共四川省委书记是周永康）
- 何华章（中共成都市委宣传部原部长、遂宁市原市长）
- 吴兵（四川富商，周永康之子周滨“白手套”，法院指控其向周滨、贾晓晔行贿）
- 郭连星（北京汇润阳光能源科技有限公司法人代表，郭永祥之子）
- 王升民（长期担任郭永祥秘书）
- 袁菱（中共南充市蓬安县原县委书记，与李崇禧关系密切）
- 曲松枝（成都市红十字会原常务副会长，李春城之妻）
- 陈斌（中共四川省委副秘书长，曾任李春城秘书）
- 戴晓明（成都市经济委员会主任、成都工投集团董事长，李春城亲信）
- 谭建明（成都市发改委原副主任、成都市兴蓉投资股份有限公司原董事长，李春城直接下属）
- 毛志刚（成都银行原董事长，被视作李春城的金主之一）
- 邓鸿（成都国际会展中心董事长，曾通过李春城的关系以低价大肆拿地）
- 刘迎霞（全国工商联副主席、全国政协委员、哈尔滨翔鹰集团董事长，借李春城的关系进入能源产业核心）
- 徐孟加（中共雅安市委原书记，李崇禧亲信）
- 张俊（成都建工集团董事长，在北京为李春城跑关系，曾为李崇禧出钱装修别墅）
- 汪俊林（郎酒集团董事长，与李春城关系密切）
- 李广元（四川明星电缆股份有限公司董事长）
- 何燕（成都国腾实业董事长）
- 严玉德（四川德瑞企业发展有限公司董事长）

注：四川系成员包括但不限于以上所陈列之人物。

#### 石油帮
被认为“石油帮”成员的包括但不限于下列人物：
- 蒋洁敏（国务院国资委主任、前中石油总经理，法院指控其向周永康行贿73.11万元）
- 李华林（中国石油天然气集团公司副总经理）
- 王永春（中石油集团副总经理、大庆油田有限责任公司总经理）
- 冉新权（中石油天然气股份有限公司副总裁、长庆油田分公司总经理）
- 温青山（中国石油天然气股份有限公司总会计师，法院指控其向周滨、贾晓晔行贿）
- 王道富（中国石油天然气股份有限公司总地质师）
- 陶玉春（中石油昆仑天然气利用有限公司总经理、党委书记）
- 周灏（中石油集团辽河油田公司党委书记，法院指控其向周滨、贾晓晔行贿）

## 人物争议

### 薄熙来事件
有报道指，在2012年3月7日的中共中央政治局常委会会议上，胡锦涛、温家宝、习近平、李克强、贺国强等均赞成免去薄熙来中共中央政治局委员职务的决定，周永康对此表示反对。此后，周永康因与薄熙来关系密切，在处理王立军事件时，被怀疑将掌握的机密信息泄露给薄熙来而受到调查。
2012年3月15日，薄熙來被免去中共重庆市委书记一职，并接受中共中央紀委的調查。同时，中共中央军委主席胡锦涛免去解放军第38集团军军长王西欣的职务，由许林平少将接任。同日，与薄家关系密切的原大连实德集团董事长徐明因涉嫌经济案件被相关部门控制。
此后的4月12日，周永康在北京人民大会堂会见上海合作组织成员国的安全会议秘书及第七次会议的成员国代表团团长。同月17日，周永康出席中国全国司法所建设工作总结表彰电视电话会议，会上周永康讲到，政法干警要保持清醒的政治头脑，坚持正确的政治方向，站稳自己的政治立场，始终同“以胡锦涛同志为总书记的党中央”保持高度一致。
有消息指，2012年5月中旬，周的实权已经移交给时任中共中央政法委副书记、国务委员兼公安部长孟建柱。6月12日，周永康在会议上再次强调同“以胡锦涛同志为总书记的党中央”保持高度一致。
2012年8月29日，中国高层协商中共十八大以后中央政法委书记不得入常，使政治局常委人數恢復為2002年十六大以前的7人，旨在削弱政法委系统的權力。中共十八届一中全会正式決定，政治局常委縮減為7人，中央政法委书记不入常。11月19日，中共中央决定周永康不再担任中央政法委书记职务，由中共中央政治局委员孟建柱兼任中央政法委书记。

### 周永康案

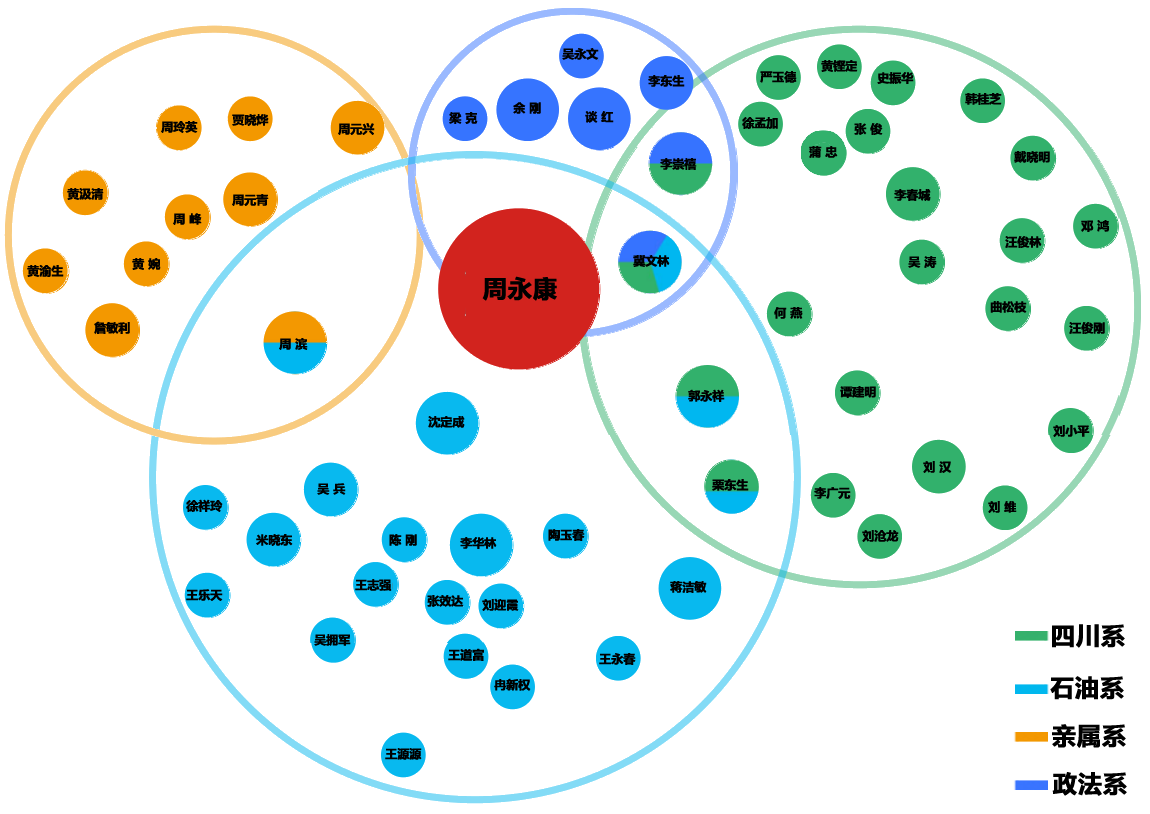
周永康案主要人物关系图

#### 最后露面
周永康在退休后曾有过三次公开露面。
- 第一次：2013年4月29日上午，周永康在中共江苏省委书记罗志军、江苏省长李学勇、中共苏州市委书记蒋宏坤、苏州市长周乃翔等地方官员的陪同下，前往其母校苏州中学访问，并参观了该校图书馆等场所。周永康还与相遇的在校学习的学生合影。另据媒体报道推测，周永康此行还回了老家无锡市西前头村。据在场村民描述，周“在很多便衣警察的保护下，他微笑着和上百名乡邻握手”、“和村民小聚的整个过程中，他只是微笑，没说一句话。”周永康亦曾感慨：“这可能是我最后一次来看望大家了。”[63][64][65]
- 第二次：2013年6月23日，周永康在山东省淄博市的齐鲁石化公司视察。周永康先后视察了炼油厂联合装置、烯烃厂中央控制室，听取了齐鲁石化公司和中共淄博市委、市政府的工作汇报。陪同的有中石化集团公司原纪检组组长王作然，中共山东省委常委、秘书长雷建国，山东省人大常委会副主任、党组副书记柏继民，山东省公安厅副厅长槐国栋。[66]
- 第三次（最后一次）：2013年10月1日，在中国石油大学（北京）60周年校庆之际，周永康参加校庆，并参观了校史馆以及一些展览。他还参观了该校学生活动中心并与学生们交谈，与学校老师和物探1961级同学相聚。公开报道没有提及是否有地方高级领导人陪同参观，但中国石油大学（北京）公布的图片显示，周永康两旁的陪同人员主要是该校党委书记蒋庆哲以及该校校长张来斌，未见其他地方官员。[67]

而周永康在被调查前最后一次出现在媒体报道中则是在2013年11月24日。当天在杭州举行的浙江省政协原副主席、著名教育家王承绪的遗体告别仪式上，周永康和习近平、胡锦涛等党和国家领导人以发唁电、送花圈等不同方式表示吊唁。
周永康最后一次出现时，已有一些关于其被调查的猜测，尤其是曾与其在2013年的校友会上交流的前国务院副总理吴仪，刻意强调校庆播放视频画面中的合照是“上一次的”（指2003年50周年校庆时）。事实上，中共在2013年年底已经掌握周永康案的实质证据，正准备展开调查。12月，其兄弟周元青家被搜查，搜出大量的黄金珠宝烟酒，还有一大串奥迪车钥匙。而在12月11日，周永康缺席了在北京八宝山举行的原石油工业部部长唐克的葬礼。唐克一般被认为是周永康的“政治教父”，因此周永康此番缺席也让外界更加猜测周永康已经失去自由。
新华社在周永康被宣布开除党籍后发布的通稿中披露，2013年12月1日，中共中央政治局常委会召开会议，听取了中共中央纪委在查办案件中发现的周永康违纪线索情况的汇报，决定开展相应核查工作。这也从侧面证实了此前台湾《聯合報》在同年12月2日发布的周永康遭到调查的报道。

部分中国媒体在官方尚未正式公布确切信息的情况下，开始对周永康亲属遭调查、抄家的消息展开报导。2014年3月2日，香港《南华早报》记者在第十二届全国政协第二次会议新闻发布会上，向发言人吕新华提问外界关于周永康的传闻，吕答道：
我和你一样，从个别媒体上得到了一些信息……我们严肃查处一些党员干部，包括高级干部严重违法违纪的问题，向全党全社会表明，我们所说的，‘不论是什么人，不论其职位有多高，只要是触犯了党纪国法，都要受到严肃的追查和严厉的惩处’，绝不是一句空话。我只能回答成这样了，你懂的。
随后全场大笑。
2014年7月29日傍晚18时，新华社發佈消息，宣佈中共中央對周永康正式立案審查。這是中共官方首次公開證實對周永康本人實行審查。報道指，鑒於周永康涉嫌嚴重違紀，中共中央决定，依据《中国共产党章程》和《中国共产党纪律检查机关案件检查工作条例》的有关规定，由中共中央纪律检查委员会对其立案审查。此案的主要涉案人物包括其妻子贾晓烨，儿子周滨及其亲家詹敏利黄渝生夫妇，周永康在石油系统、四川省、政法系统的下属等。此外，有消息称中国中央电视台前女主播叶迎春和沈冰也因涉及案件被调查。
事发后，中国石油大学（北京）用火箭模型挡住周永康题词的签名部分，又将官网中有关周永康的文章全部删除。2014年8月14号，中国石油大学（北京）的新综合楼内，其曾经的“‘厚’积‘薄’发开物成务”题词已经被校方拆除不见踪影，墙壁也重新粉刷已看不出曾经悬挂粘贴的痕迹。

#### 发布消息
2014年12月6日凌晨0点整，新华社突然发布消息宣布周永康被开除中共党籍。消息指，2014年12月5日，中共中央政治局会议审议并通过中共中央纪律检查委员会《关于周永康严重违纪案的审查报告》，决定给予周永康开除党籍处分，对其涉嫌犯罪问题及线索移送司法机关依法处理。同日，周永康被中国最高人民检察院立案侦查并予以逮捕，周永康也被移送至秦城监狱关押。
2015年1月15日，据信与北京官方联系密切的香港媒体《凤凰周刊》在其第531期《周永康六大罪状解析》中报道称，周永康曾在重庆与时任中共中央政治局委员、中共重庆市委书记的薄熙来有过一次密谈。谈话主要内容是彻底否定前中共核心领导人邓小平的改革开放理论与实践。报道还指，周、薄两人政治立场、价值观念一拍即合，表示要“大干一场”。而周亦在回北京后对亲信表示应该利用薄熙来这样的人来完成“大事”。报道评论称，此一行为严重违反中共党章，或是对周违反政治纪律指控的原因之一。报道还透露，周永康了解并掌握大量中共党和国家最高核心机密，其中包括人事机密和经济机密。其所涉“泄密”细节，可能包括周永康未经组织批准将中共十八大人事机密告知亲信，并据此另行布局自己的人事安排以及向身边人泄露经济机密以谋取巨额利益。文章同时披露周永康干扰人事部署，违反中共组织纪律，对待干部实行拉帮结派、拉拢加打击措施以结党营私。文章还提及时任中国公安部部长、身为周永康直接下级的孟建柱与其不和，令周永康大为恼火。而文章更爆料称，周永康在中共十八大之前极端恋权，“拉帮结派，密谋操控，试图继续留任”，甚至意欲升任全国人大常委会委员长，“当某些势力的后台老板”，并计划软禁对其持反对态度的原全国人大常委会委员长乔石。此举在中共党内引起极大反弹。
由于文中亦同时注明披露信息的真伪尚待官方公布细节时印证，《新京报》在同日发表评论质疑这一消息“暂时也只能归入政治八卦一列”，并讽刺周薄二人如此密谋的方式“说明这二位的‘段位’确实不是一般的高”。此外，新加坡《联合早报》在报道中引述分析人士评论称，此一披露不排除官方操作的可能。而该报道是自周案公布以来，有官方背景的媒体对周案做的政治敏感程度最高的报道之一，也与此前中国大陆境外媒体对周永康与薄熙来组成政治同盟甚至意图实施政变的报道相印证。
2015年4月3日上午9时，新华社发布消息指，周永康案由最高人民检察院侦查终结，并经指定管辖，移送天津市人民检察院第一分院审查起诉。同日，天津市人民检察院第一分院向天津市第一中级人民法院提起公诉。消息称针对周的指控为“涉嫌受贿”、“滥用职权”、“故意泄露国家秘密”。报道称，检察机关在审查起诉阶段依法告知了被告人周永康享有的诉讼权利，并讯问了被告人周永康，听取了其辩护人的意见。报道同时引述天津市人民检察院第一分院起诉书指控称：被告人周永康在担任中国石油天然气总公司副总经理，中国共产党四川省委员会书记，中共中央政治局委员、公安部部长、国务委员和中共中央政治局常委、中央政法委书记等职务期间，利用职务上的便利，为他人谋取利益，非法收受他人巨额财物；滥用职权，致使公共财产、国家和人民利益遭受重大损失，社会影响恶劣，情节特别严重；违反保守国家秘密法的规定，故意泄露国家秘密，情节特别严重，依法应当以受贿罪、滥用职权罪、故意泄露国家秘密罪追究其刑事责任。
2015年4月20日，彭博社援引熟悉周永康案调查的人士的话称，对周的调查发现，周曾经在未经批准的情况下，通过电话监听和其它方法秘密搜集包括习近平在内的党和国家领导人的家庭财产、私生活和政治立场等信息。2018年2月13日，日本NHK采访的中国政府相关人士证实称，2012年8月张成泽访华与中共中央总书记胡锦涛会面时表明想要让金正男担任朝鲜最高领导人，中共中央政法委书记周永康派部下窃听到相关内容，并在2013年初将此转告金正恩，直接导致张成泽被處決。
2016年10月17日，周永康出现在反腐题材系列电视专题片《永远在路上》第一集《人心向背》中。

#### 审判
2015年6月11日傍晚18时，新华社发布消息，指天津市第一中级人民法院在同年5月22日以涉及国家秘密为由对周永康受贿、滥用职权、故意泄露国家秘密案进行了不公開开庭審理。法庭传唤了证人吴兵（又名吴永富，周永康之子周滨“白手套”，传闻是周家“管家”）出庭作证，并播放了周永康长子周滨、妻子贾晓烨作证录像及其他相关证据等，证实周永康利用职务上的便利，为吴兵、丁雪峰（山西吕梁市原市长、周永康岳父的故交）、温青山（前中石油总会计师）、周灏（中石油集团辽河油田党委书记、传闻是周永康远房侄子）、蒋洁敏（曾任中石油董事长、国务院国资委主任）谋取利益，收受蒋洁敏给予的价值人民币73.11万元的财物，周滨、贾晓晔收受吴兵、丁雪峰、温青山、周灏给予的折合人民币1.29041013亿元的财物并在事后告知周永康，受贿共计折合人民币1.29772113亿元；通过传唤证人蒋洁敏出庭作证，宣读、出示李春城等人证言、司法检验报告等，证实周永康滥用职权，要求蒋洁敏、李春城（中共四川省委原副书记）为周滨、周锋（周永康侄子）、周元青（周永康三弟）、何燕（成都女商人）、曹永正（原名曹增玉，以“特异功能”闻名的气功大师，好结交高官，与周永康关系匪浅）等人开展经营活动提供帮助，使上述人员非法获利21.36亿余元，造成经济损失14.86亿余元，致使公共财产、国家和人民利益遭受重大损失；通过出示、宣读泄密文件等物证、曹永正证言、搜查笔录等，证实周永康违反保守国家秘密法的规定，在其办公室将5份绝密级文件、1份机密级文件交给不应知悉上述文件内容的曹永正。最终认定周永康犯受贿罪，判处無期徒刑，剥夺政治权利终身，并处没收个人财产；犯滥用职权罪，判处有期徒刑七年；犯故意泄露国家秘密罪，判处有期徒刑四年，三罪并罚，决定执行无期徒刑，剥夺政治权利终身，并处没收个人财产。周永康对所指控的上述犯罪事实证据均当庭表示属实、没有异议，服从法庭判决，不上诉。

#### 官方表态
2014年7月29日，中共官方公布周永康被立案审查后，各省市地方的中共党委以及中央国家机关均召开了会议表示对中共中央处理决定的坚决拥护。同时，中国国防部发言人在回答记者提问时亦公开表示解放军对决定的拥护。周永康曾任职的部门及地方（中石油、四川省、公安部、中央政法委）也做了例行的表态。
2014年11月，中共四川省委常委、政法委书记刘玉顺在主持相关会议时指“（中共政法机关应）充分认识周永康插手四川事务对省内政治生态、经济秩序造成的严重破坏和消极影响，坚决拥护（中共）中央决定”。这是中共官员首次公开指责周插手四川事务并造成严重破坏。
2014年12月10日，在中共开除周永康党籍后，官方的“人民日报政文”微信公众号发表文章称，“周永康的所作所为已与……‘叛徒’区别不大了”，采用了十分罕见的严厉措辞。
2015年1月12日，中共中央政治局常委、中央纪委书记王岐山在中纪委十八届五次全会上表示，查处周永康严重违纪案件，充分体现中共坚定不移惩治腐败的坚强意志，彰显了从严治党的鲜明态度，深得党心民心。
2015年1月13日，中共中央总书记习近平在中纪委十八届五次全会上表示，查处周永康证明中共敢于直面问题、纠正错误，勇于从严治党、捍卫党纪，善于自我净化、自我革新。这是中共最高领导人在公开场合首次就周永康案发表评论。
2015年1月21日，在中央政法工作会议上，中共中央政法委书记孟建柱表示，周永康“大搞权钱、权色交易，严重损害党和人民的事业，也带坏了一批干部……要彻底肃清周永康案造成的影响。”这是中共首次明确提出要肃清周永康案的影响。
2015年1月23日，在中共四川省第十届纪律检查委员会第四次全体会议上，中共四川省委书记王东明称：“中共四川省委……深刻认识到周永康长期插手四川事务，给四川政治生态造成的恶劣影响不可低估。”这是四川官员第二次公开提及周永康插手四川事务。
2015年1月28日，中国最高人民法院副院长陶凯元在位于美国华盛顿的布鲁金斯学会约翰.桑顿中国中心发表演讲。当被问到关于周永康案的问题时，陶凯元表示：“该怎么判，就怎么判”。她还表示，法院会根据此案件的具体情况和法律的规定来决定审判的方式。至于周永康案是否涉及法律所规定的不能公开的情形，等案件移送至法院时，法院将做深入研究。届时，“也会给社会，给公众会有一个交代”。
2015年1月29日，中央纪委监察部网站公布了题为《中共四川省委关于巡视整改情况的通报》的文章，文中多次提及周永康。文中指，中共四川省委认识到“不可低估”周永康给四川政治生态造成的“恶劣影响”。文章提出，“（中共四川省委）彻底肃清周永康严重违纪违法给四川政治生态和经济秩序造成的严重危害和影响。全力配合（中共）中央查办重大案件。对省内涉及周永康案的大案要案，省委鲜明提出所有线索都要逐一核查，无论涉及到谁都要一查到底、绝不姑息。严肃查处攀附周永康，搞官官勾结、官商勾结、利益输送等严重违纪违法案件。”这是四川方面首次明确表示要配合中共中央查案，彻查周案相关涉案人以及攀附周的地方官员。
2015年3月7日，在中国全国人大十二届三次会议四川代表团开放日活动上，中共四川省委书记王东明指周永康“长期插手四川事务”，对四川政治生态造成“恶劣影响”，中共十八大前的一段时间，四川一些官员热衷于“抱大树”、“攀高枝”，跑官要官。
2015年3月12日，最高人民法院院长周强在接受中国中央电视台记者采访时表示，将依法公开审判周永康等多名高官。他同时表示，“这是难得的一次普法”。
2015年3月18日，最高人民法院发布《人民法院工作年度报告（2014）》，在管理创新篇阐述党风廉政建设部分的“加强严守纪律教育和廉洁司法教育”问题时指出：“充分认清周永康、薄熙来等人践踏法治，破坏党的团结，搞非组织政治活动的严重危害，彻底肃清周永康严重违纪违法对法院工作造成的恶劣影响，引导干警在大是大非问题上坚持做到立场坚定，旗帜鲜明。”这是中国最高审判机关在年度报告中首次提及周永康“践踏法治”，“搞非组织政治活动”。同时，这也是中国官方首次将周永康同薄熙来并列且指二人“搞非组织政治活动”，这从侧面证实了舆论对于二人在政治上结盟的传言。消息公布后，《北京青年报》刊登了该报对多名中共党建专家的采访，其中中央党校教授张希贤指，在以往的研究中并未接触过“非组织政治活动”一词，非组织活动是党建中的惯用语，非组织政治活动还是第一次听说。政治活动涉及政治方针、政治方向，非组织政治活动应该是指和党组织的政治方向背道而驰的，甚至违反党的方针、路线、政策的政治活动，“有反党、背叛党的宗旨的基本属性”。而北京大学廉政建设研究中心副主任庄德水更指，最高法在报告中提及非组织政治活动说明这个政治活动属于非法，而且这个政治活动不符合正式的组织程序和要求，“搞得像四人帮，搞小的利益集体，试图获取权力，影响公众的政治态度……非组织政治活动，可能参与人有政治野心，想要超越组织的程序和监督。”
2018年8月3日，《人民日报》发表评论员文章：“新时代领导干部必须旗帜鲜明讲政治”，文中提到：党中央果断查处周永康、薄熙来、郭伯雄、徐才厚、孙政才、令计划严重违反党的政治纪律和政治规矩、政治野心膨胀、搞阴谋活动等问题，铲除政治腐败和经济腐败相互交织形成的利益集团，消除重大政治隐患。
2018年9月20日，《中国纪检监察》杂志发布了“政治生态如何评判”系列评论，提到：“从查处的周永康、薄熙来、郭伯雄、徐才厚、孙政才、令计划案件看，他们……结成利益集团，……后果甚至比腐败问题更严重。”

### 祖墓祖宅争议
周永康家祖墓位于江苏省无锡市西前头村以北数百米外。1995年左右，厚桥镇政府派人为周家扩坟，周家填了祖墓旁一个水塘，以为水塘主人家里装自来水作为补偿。周永康职位显赫以后，大量非亲属的政府官员前来扫墓。他们一般由周家人带领，扫墓结束还会要求周家人跟周永康说声来过。2009年，有关部门在西前头村以北的公路边修建小型停车场方便扫墓者，这年秋天周家祖墓被人挖洞，引发公安部动用警力侦破。此后警方在周家祖墓四周和通往周家祖墓的两个路口安装摄像头。
2009年6月，当地政府翻修并东延厚桥街上的厚嵩路，直通周永康故居附近。针对需拆迁住户，在旁边100米处商品房隆达苑房价已达3800元/平米的情况下，其评估房价是350元/平米。此事中央电视台派记者调查，周玲英为此向街道办表达不满，最终涉及工程的房屋被强行拆除，其中还包括周永康的一个同学的家。2010年6月厚嵩路东延段、厚东路合龙通车，路旁种上数百棵玉兰树，直通西前头的高规格厚东路，被村民称为“永康大道”。当地政府和周家共同出资，重建“永康故居”。政府又重新整治西前头村的环境。

### 被指活摘與買賣器官
法新社報導，周永康在中共四川省委書記任內以強硬派建立「聲譽」，包括強硬執行打擊被查禁的「法輪功精神運動」，法新社引述法輪功的支持者說法「周永康通過迫害法輪功學員『鋪平自己的陞遷之路』」。
據奧地利國家新聞社（APA）、奧地利《標準報》报道，周永康、薄熙来和江泽民共同參與主導了活體摘取器官移植的系統運作與利益，法輪功學員要求中国官方法办江泽民、周永康、薄熙来等主要責任人，並呼籲將其提交国际刑事法院起诉。
2015年3月15日，曾任中国卫生部副部长的黄洁夫在接受凤凰卫视采访时指出，2014年是中国器官移植接受考验的一年，有这样好的氛围建立反腐败之上。他更公开表示：“周永康是大老虎，周永康是我们政法委书记，是这个原来的政治局常委……那这个死囚器官的来源在哪里，这不是很清晰了吗？”他还透露，取消死囚器官移植工作在过去得到了胡锦涛和温家宝的支持，现时也得到了习近平跟李克强的支持。中國經濟學家何清涟則指出，囚犯器官及屍體販賣，是中国人的耻辱与痛，更是中国政府之耻，周永康、薄熙來難以獨自承擔此罪，至少還包括前中央书记处主管政法委工作的曾庆红。
2015年3月上旬，中国外科医师、曾揭露當局掩蓋SARS的解放軍少将蔣彥永在向香港媒體揭露解放軍在徐才厚主政任內的腐敗內幕时，稱軍醫院普遍違法“擅自移植、買賣死囚器官”，还与周永康治下的中共中央政法委所掌控的政法机关相勾结“争抢活鲜器官”。犯人一槍未被打死就会被拉回醫院手術台摘器官、移植給患者，手法慘無人道。
被譽為「中國良心」的高智晟律師因為幫法輪功三次向中央上書、參與獨立調查活摘器官，被周永康專案指示打壓並以「煽動顛覆國家政權罪」被判服刑至2014年。高智晟形容由周永康主導的中共法外機構610辦公室是「国家政权内且高于政权力量的黑社会组织，它是可以操纵、调控一切政权资源的黑社会组织。一个国家宪法及国家的权力结构安排规范中没有的组织，却“行使”着本只能由国家机关才能行使的权力及许多连国家机关都根本不能行使的“权力”。它“行使”着在这个星球上，人类有国家文明以来，作为国家从不能拥有的权力。」「以“610”为符号化的的权力，正在持续地以杀戮人的肉体及精神、以镣铐和锁链、电刑、老虎凳等形式与我们的人民“打交道”，这种已完全黑社会化了的权力正在持续地折磨着我们的母亲、我们的姐妹、我们的孩子及我们的整个民族。」
周永康被解職前擔任610領導小組組長。2015年6月11日宣判周永康獲判無期徒刑，正好是610办公室十六週年的隔日；而5月22日曾在天津法院不公開審理，5月26日中国媒体报导，兼任“610”主任的中纪委副书记刘金国不再担任“610”办公室主任这一职务。2018年3月，610办公室被撤销。
美国有线电视新闻网（CNN）2016年6月24日报导称，经过加拿大前国务卿（亚太）大卫·乔高、人权律师大卫·麦塔斯和美国记者伊森·葛特曼共同调查，发现中共仍然大规模的从良心犯和政治犯身上摘取器官，而主要受害者是法轮功学员。调查员们发现，中共宣称大陆有169家移植医院，每年移植手术约1万例。但实际调查收集几百家医院的公开数据，进行分析得出真实数字：每年移植手术高达6万到10万例。CNN指出，有诸多证据显示，中国每年有成千上万的法轮功学员等良心犯和政治犯，因器官需求，而被中共及其控制的医疗系统杀害。
加拿大电视CTV6月24日发表报导，题为“报告指中共杀戮囚犯强摘器官”。报导说，加拿大前亚太国务卿大卫·乔高、人权律师大卫·麦塔斯以及美国记者伊森·葛特曼出了一份新的报告，中共依然大规模强摘政治犯器官，提供给那些愿意支付高额器官移植手术的外国人。“终结中国器官掠夺”国际联盟发布了这份报告，该联盟由医学专业人士、人权倡导者组成。他们三人对医院收入、病床使用率、手术人员和国家资助等等信息进行分析后，得出结论：认为中共每年的器官移植手术的数量为6万－10万例。三位作者表示，加拿大、美国、欧盟等外国政府需要开始对进入中国进行器官移植手术的公民数量进行记录。下一步将是禁止“器官旅游”。美国国会众议院2016年通过343决议，呼吁中共停止从法轮功等良心犯身上强摘器官，谴责中共迫害法轮功修炼群体。其它譴責並要求調查活摘器官的決議包括中華民國立法院（2012年12月）、歐洲議會（2013年12月、2016年7月第二度）、澳洲參議院（2013年3月）等等。

## 网络上的代称
在互联网上曾出现以“周老虎”和“康师傅”（或“泡面”）、“你懂的”、“周滨之父”、“元根”、“九长老”、“九爷”等周永康的代称。